# 투리쿰
투리쿰(Turicum)은 취리히 호수의 하단에 있는 갈로-로마인의 정착지였으며, 취리히시의 선구자였다. 갈리아 벨기카 로마 속주 (90년 게르마니아 수페리오부터)와 라에티아 속주 국경 근처에 위치한 발렌제 –오버제-취리히제– 리마트 –아레 – 라인강 수로에 상품 운송을 위한 세금 징수 지점이 있었다.

## 이름

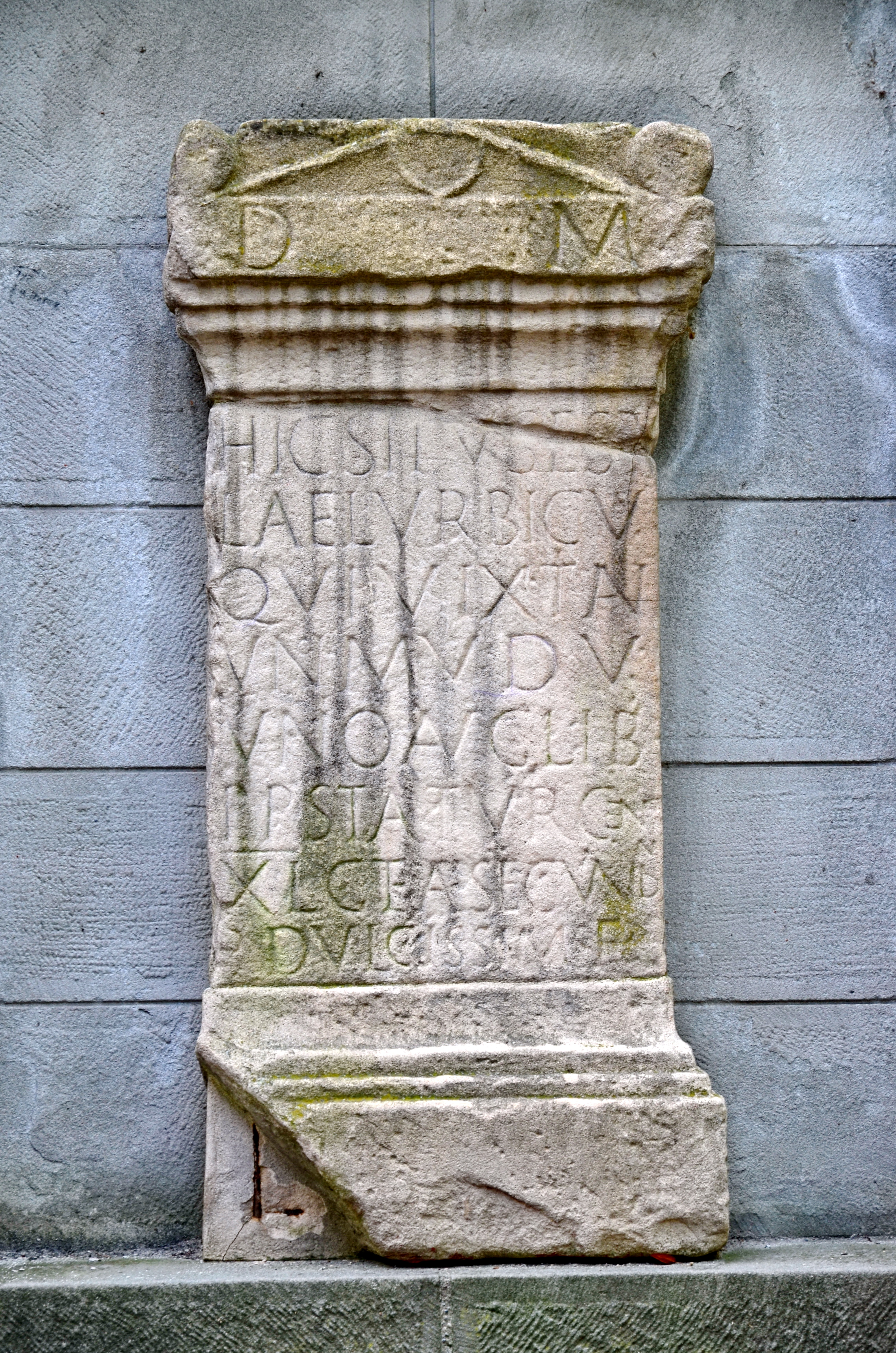
취리히 린덴호프 언덕 위에 있는 팔츠가세 지역의 로마인 묘비석 복제품

고대 이름 투리쿰은 로마 세관의 표시와 함께 p(rae)p(ositus) sta(tionis) Turicen(sis)의 수장인 루키우스 엘리우스 우르비쿠스의 비문에서 처음으로 증명된다. 1747년 린덴호프 언덕에서 발견된 취리히의 톨게이트는 서기 185/200년으로 거슬러 올라간다. 지명은 중세 초기에 Turicum, Turico, Doricum, Torico, Turigo, Turegum과 같은 고대 독일어 형태로 Ziurichi로 다시 나타난다. Zurih, 규칙적으로 이동하는 자음; 만장일치로 갈리아어 형태로 간주된다. * Turikon, 모음의 양과 억양은 논쟁의 여지가 있다. 로만슈어 Turitg, Turi 및 부분적으로 변형된 이탈리아어 형태 Zurigo의 두 번째 음절에 대한 강세는 다음과 같이 간주되었다. 원래 긴 -ī- 를 설정하는 증거는 라틴어 발음의 끝부분에 악센트를 그렸을 것이다. 지명의 구성 요소 켈트족의 개인 이름 Tūros와 관계형 형용사를 형성하는 접미사 -īko로 확인되었다. 이 분석은 9세기 이후의 문서에서 널리 입증된 Turegum의 철자가 성소 사이의 정지 자음의 완화와 짧은 라틴어 ĭ를 ĕ로 낮추는 것을 반영하는 것으로 보인다는 주장에 의해 반박되었다. 대부분의 서부 로망스어군에 공통적이며 Autricum, Avaricum 또는 Aventicum과 같은 켈트족 기원의 수많은 다른 지명이 의심할 여지 없이 접미사 -ĭko-로 형성되며, 일반적으로 수로명에서 파생된다. 따라서 투리쿰의 기초는 Turos 또는 Tura인 것으로 추정되며, 린덴호프 언덕 주변의 수로 중 하나인 질강의 지류 또는 아마도 리마트강의 고대 이름이어야 한다. 로만슈어와 이탈리아어 형식은 중세 기록에서 가져왔을 가능성이 있으며, 억양은 차용 언어 내에서 유추에 의해 결정된다. 두 번째 음절에도 강세가 있는 '친구'인 amitg 뒤의 Turitg를 예로 들 수 있다. Bourges < Bitúriges, Berry < Bituríges ; _ Condes < Condate, Condé < Condáte는 억양의 변화와 모음의 불안정한 양이 예외적이지 않았을 수 있음을 시사한다.

## 선사시대와 켈트족 오피둠 린덴호프
현재의 젝셀로이텐플라츠 광장 주변의 리마트강과 취리히 호수 사이의 당시 늪지대에는 질강, 린트강 그리고 요나강에 의한 간헐적인 범람으로부터 주민들을 보호하기 위해 말뚝 위에 세워진 신석기 시대 말뚝 주거지가 있었다. 취리히 시정촌인 엥게(Enge)에는 리마트강 유역의 섬이나 반도에 있는 취리히-엔게 알펜콰이와 클라이너 하프너, 그로서 하프너 등 3개의 정착지가 있었다. 클라이너 하프너는 취리히 호수 호반의 리마트강 유역에 있는 현재의 젝셀로이텐플라츠 광장 근처에 있으며, 모두 로마 시대 비쿠스의 켈트족 오피둠 중심부에서 0.2k㎡ 면적 이내로 약 500m 떨어진 지역이다.
아마도 기원전 1세기 또는 훨씬 더 이전에 켈트족이 린덴호프 언덕과 그 주변에 정착했을 것이다. 기원전 1세기 라텐 문화에 대해 고고학자들은 1989년, 1997년, 2004년 및 2007년 고고학 조사에서 로마 개체로 식별된 유물이 발견된 켈트족 오피둠의 개별 및 공중 유물을 발굴했다. 선사시대 말뚝 주거 정착지인 알펜콰이에서 1890년에 발견된 단 하나의 유적(소위 포틴 덩어리)은 특별하다. 가장 큰 것은 무게 59.2kg로 기원전 100년경에 사용된 약 18,000개의 켈트족 동전으로 구성되어 있다. 처음에는 주화를 녹이는 것으로 판단했지만, 현재의 과학 연구에서는 덩어리가 완전히 녹지 않았기 때문에 제사를 드리는 것이 목적이었다고 가정한다. 발견 장소는 당시 취리히 호수의 현재 뷔르클리플라츠 광장에서 약 50m 떨어진 곳에 있었다. 그로서 하프너는 또한 이전 오피디 위틀리베르크와 린덴호프의 정착지와 관련하여 헬베티아의 섬 보호 구역이었다.

## 로마 정착지의 지리와 지역
헬베티아와 로마인 정착지의 핵심은 현대 도시 취리히의 현재 알트슈타트 한가운데에 있는 린덴호프 언덕이었다. 빙퇴석 언덕은 선사시대 정착지가 있던 곳이었고, 근대 도시가 역사적으로 성장한 곳이다. 언덕 위 지역은 동부 리마트 강둑을 따라 취리히시를 지배하고 있으며, 질강 삼각주 쪽으로 향하는 질뷜이라고 불리는 북쪽 경사는 헬베티아와 로마 정착지의 북쪽 경계를 표시했다. 중세 시대의 아우텐바흐 뉘네리, 바이젠하우스 취리히, 그리고 이후 우라니아 슈테른바르테의 건축물이 현재의 우라니아스트라스 지역에 세워졌고, 따라서 중요한 역사적 발굴은 결코 이루어지지 않았다. 남쪽의 성 베드로 교회 언덕에는 뮌스터호프를 향한 또 다른 제례 건축물이 있었고, 서쪽에는 현재의 렌베크-반호프슈트라세 차선과 뮌츠플라츠 광장으로 경계를 이루고 있었다.
대체로 평평한 린덴호프 지역은 해발 428m로, 서쪽의 스키페 – 리마트콰이 지역의 리마트강 높이보다 약 25m 높다. 아마도 몇몇 로마 건물들은 다른 강변의 목수 길드 유적지(Zunfthaus zur Zimmerleuten)에 지어졌을 것이다. 로마 정착지는 그로스뮌스터(무덤 유적)와 바서키르헤 사이에 있는 리마트강을 가로지르는 현재의 뮌스터교와 뮌스터호프 광장 쪽으로 뻗어나갔을 것이다.

## 로마 비쿠스

### 설립
도시 이름에 대한 가장 오래된 기록은 1747년 린덴호프 언덕에서 발견된 2세기 묘비에 보존되어 있으며, 로마의 비쿠스는 통관을 위한 세관 역으로서 "STA(tio) TUR(i)CEN(sis)"라고 언급하고 있다. 켈트족 오피둠과 같은 위치에서 이탈리아를 오가고 있다. 비쿠스는 기원전 15년 경에 설립되었지만, 기록된 출처는 없다. 로마 정착지는 처음에는 갈리아 벨기카 속주에, 90년부터 게르마니아 슈페리오의 속했다. 로마의 투리쿰은 처음에는 요새화되지 않았지만, 세금 징수 지점에 작은 수비대가 있었다. 세금 징수 지점은 물건이 하역되는 뮌스터호프 광장 근처의 작은 강 보트(리마트강)와 큰 배(취리히 호수) 사이의 위치에 있었다.

### 1~4세기
상업과 주거용 건물은 린덴호프 언덕 부근에 세워졌으며, 후기에는 현재의 교외 지역에 빌라 루스타카가 세워졌다. 린덴호프 언덕 맞은편 리마트콰이에 있는 목수 길드 유적지(Zunfthaus zur Zimmerleuten)에서 이 지역은 제방으로 안정화되었다. 이 고분 중 일부는 로마 정착 시대로 거슬러 올라간다. 리마트강 유역의 취리히 호숫가에 위치하기 때문에 화물을 강 배에 다시 실어야 했으며, 투리쿰은 로마의 중요한 주요 도로 옆에 위치하지 않았지만, 수로는 현재 서부와 북동부 스위스에서 로마 군대에 필수적이었다. 아직 고고학적으로 입증되지는 않았지만, 역사가들이 제안한 현재의 뮌스터브뤼케의 리마트강 교차로의 맨 처음 건설은 로마 시대에 건설되었으며, 이때 현재의 바인플라츠 광장은 켈트-로마 투리쿰의 이전 민간 항구였으며, 그래서 바인플라츠(Weinplatz, 문자 그대로 와인 광장)라는 용어가 사용되었고, 고대 의미를 가지고 있다.
비쿠스로서 투리쿰은 성벽으로 보호되지 않았지만, 갈리아 벨기카와 라에티아 지방 사이의 이동 이전에 상품과 여행자의 통관이 주로 수로에 설치된 세관(Quadragesima Galliarum) 주변에 건물이 밀집되었다. 그 수로는 (스위스 알프스산맥을 넘어 로마 심장부까지) 발렌제 - 오버제-취리히제가 켄툼 프라타 (켐프라텐)를 지나 리마트강, 아레강과 라인강 방향으로 향한다. 비투두룸(빈터투어)으로 향하는 물품과 여행자는 로마의 갈리아 벨기카, 게르마니아 수페리오르 속주를 건너기 전에 비쿠스에서 처리되었다. 빈도니사(빈디쉬) 사이의 로마 도로에서 아마도 이르겐하우젠 카스트룸과 쿠리아 라에토룸(쿠어)을 경유하여 옮겨졌을 것이다. 투리쿰에서는 2.5%(Quadragesima Galliarum)의 관세가 부과되었다.
서기 70년~75년에 린덴호프(Schipfe – Weinplatz) 기슭에 있는 리마트 강둑의 새로 인수한 땅에 항구 지구가 생겼고, 현재의 리마트콰이에 있는 리마트의 오른쪽 제방에 정착지가 확장되었다. 돌로 만든 공공건물과 포장도로가 건설되었다. 프라우뮌스터 교회 서쪽의 뮌스터 호프(포스트슈트라세)에서 기원후 1세기의 화단 무덤 외에도 2~3세기의 둥근 구덩이도 발견되었으며, 교회의 북동쪽에 주로 마시는 컵과 그릇으로 이루어진 수많은 파편이 발견되었다.
현재 바인플라츠가 있던 자리에서 장크트 페터호프슈타트 방향으로 2~4세기에 놀라운 테르메 유적이 발굴되었다. 기독교는 3세기에 엑수페란티우스와 관련된 펠릭스와 레굴라에 의해 도입되었을 수 있다. 기독교 전설에 따르면 펠릭스와 레굴라와 그들의 하인은 286년에 바세르 교회가 있는 곳에서 처형되었다. 지형에 따라 로마 군대는 로마 황제 발렌티니아누스 1세 (364~375) 시대에 린덴호프 언덕 꼭대기에 요새를 지었고, 알레만니족이 북쪽에서 침범하는 것을 방어했다. 요새는 4500㎡의 큰 건물이며, 10개의 탑과 2m 너비의 벽이 설치되었다. 린덴호프 카스트룸 남쪽, 성 베드로 교회 위치에는 주피터 신전이 있었다.

### 그로서 하프너 섬
헬베티아의 섬 보호 구역은 이전 오피디 린덴호프의 정착지와 린덴호프 언덕의 기원전 1세기 정착지와 관련하여 라텐 문화로 거슬러 올라갈 수 있다. 하드리아누스 황제 치세 동안 그로서 하프너 섬에 성역으로 둥근 목조 신전이 세워져 연대측정이 가능하다. 건물은 서기 122년에 세워졌으며, 호수 바닥 깊숙이 박힌 참나무 더미로 구성되었다. 그것은 아마도 직경 7m의 원을 형성하는 부패하기 쉬운 재료로 만들어진 벽으로 둘러싸여 있었을 것이다. 원형 홀은 로마 비쿠스에서 약 500m 떨어진 이전 신석기 시대 섬 정착지에 위치해 있다. 고고학적 자료는 이 시설이 3세기에, 심지어는 4세기에 갈로-로만인에 의해 사용되었음을 나타낸다. 한편으로 사원에 대한 해석은 섬과 설계에 기반을 두고 있으며, 다른 한편으로는 동전 발견에 기반한 것이다. 현재 거의 90개에 달하는 주화의 대부분은 지금까지 입증되지 않은 이전 건물에서 나온 것이며, 아마도 1세기 3/4분기의 것으로 추정된다. 다른 로마 건물의 바 타일 조각도 있다. 1998년부터 2001년까지 잠수 작업을 할 때 거의 100kg의 타일 조각, 최대 40개의 동전과 여러 개의 도자기 파편, 직사각형 기둥 구멍이 확보되었다.

### 갈로-로마 시대
알레만니족은 로마 군대가 이탈리아로 후퇴한 5세기부터 아마 정착했다. 로마 성은 7세기까지 지속되었고, 오토 왕조에 의해 강화되었지만, 1218년경에 무너졌다. 현재까지 로마 취리히의 고고학적 유적은 현대 도시 취리히의 밀집된 중심지 아래에 숨겨져 있기 때문에 체계적으로 발굴될 수 있는 고고학적 유적은 거의 없다. 고고학적으로 발굴된 것은 공중목욕탕(Thermengasse)의 유적, 공예품 기업의 무덤과 흔적, 주거용 건물, 일상용품 및 장신구뿐만 아니라 제례 도구도 있다.

## 보호
린덴호프 언덕 지역은 선사 시대, 로마 시대 및 중세 시대 정착촌의 유적을 포함하여 국가 및 지역적으로 중요한 스위스 문화재 목록에 국가 중요 A급 대상으로 등재되어 있다. 따라서 이 지역은 1966년 7월 1일의 자연 및 문화유산에 관한 스위스 연방법으로 연방 보호 하에 사적지로 제공된다. 무단 조사 결과를 의도적으로 수집하는 것은 형사 범죄에 해당한다.

## 같이 보기
- 린덴호프